# جان بنتلی

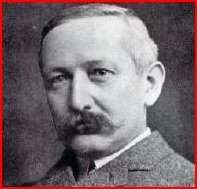
جان بنتلی

جان بنتلی (به انگلیسی: John Bentley) (زاده ژوئن ۱۸۶۰ - درگذشته سپتامبر ۱۹۱۸) مربی انگلیسی، سرپرست تیم و بازیکن فوتبال بود.